# Ejhle, oltář
Ejhle, oltář, známá též jako Ejhle, oltář Hospodinův září a v alternativní verzi známá jako Usedla si holubice, je česká křesťanská píseň, zařazena v českém katolickém Jednotném kancionálu pod číslem 829.

## Vznik skladby
Píseň vznikla k příležitosti oslav jubilea tisíce let od příchodu svatých Cyrila a Metoděje na Velkou Moravu. Nápěv skladby složil Pavel Křížkovský v roce 1863 na slova Jana Nepomuka Soukopa. V roce 1883 pak Ludvík Holain zkomponoval doplňující doprovod pro další hudební nástroje. Do současné podoby byla skladba upravena v roce 1939 organologem Ottou Albertem Tichým, který ke skladbě mimo jiné doplnil verzi pro varhany včetně preludua. V Jednotném kancionálu je píseň zařazena pod číslem 829.
Verze skladby se stejným nápěvem je též známa jako Usedla si holubice, zařazena v Klokotském kancionálu Českého království 19. století a v upravené verzi pod názvem Nová píseň k Hostýnské Panně Marii, v moravském kancionále, jako poutní píseň na Svatý Hostýn.

## Užívání
V Jednotném kancionálu je píseň zařazena pod číslem 829. Ve slovenském Jednotném katolickém zpěvníku je zařazena pod jménem Ajhľa, skvie sa oltár Pána s číslem 504. Ve zpěvníku Církve československé husitské je zařazena pod číslem 16. V jeho dřívějším vydání z roku 1995 byla zařazena s lehce upraveným textem začínající veršem Ejhle oltář víry v srdcích září. Píseň je běžnou součástí liturgie především české katolické církve a je i součástí Mešních zpěvů. Úzce je spojena s poutním místem Velehradě. Např. při návštěvě Jana Pavla II. v Československu v roce 1990 zazněla při velehradské bohoslužbě. Je také poutní písní každoročních velehradských Dnů lidí dobré vůle.

## Slova
| Vstup 1. Ejhle, oltář Hospodinův září, přesvatá nám oběť nastává, kterou po tisíc let s jasnou tváří otčina den ze dne konává. Za příkladem dávným se to děje svatých Cyrila a Metoděje, kteří rozkaz Kristův plnili, paměť smrti jeho slavili. 2. Sláva, sláva na výsostech Bohu, nad Betlémem pěli andělé; a ten zpěv se podnes nad oblohu k nebes Pánu vznáší vesele. Nechať jen se věčně věků vzdává Králi králů po všem světě sláva, kterou předkům našim věstili apoštolé naši přemilí. Před evangeliem 3. Zaznělo nám slovo pravdy věčné ústy Soluňanů před věky, dodnes v lahodě zní nekonečné a svět zaznívá jím daleký: Přinesli nám oni Písmo svaté, bychom ze studnice této zlaté moudrost nebes povždy vážili, Bohu sloužiti se snažili. Obětní průvod 4. Přijmi, Otče, oběť nekrvavou, kterou při večeři poslední slavil Syn tvůj s myslí přelaskavou: Přívětivě na nás pohlédni, jak jsi vlídně k Velehradu hleděl a svou milost lidu připověděl, když se na Moravě slavila první oběť tobě přemilá. 5. Svatý, svatý, svatý Hospodine, slávy tvé jsou plná nebesa, láska tvoje všemu tvoru kyne, ať svět celý tobě zaplesá! Sestup, Kriste, přezázračně dolů, ať se tobě pokloníme spolu s celou vlastí, s celým národem, s otci Cyrilem a Metodem. Přijímání 6. Otevřela se již nebes brána, slovo zázračné kněz vyslovil; vítej, duše, vítej Krista Pána, jenž se v způsob chleba, vína skryl. Občerství tě krví svou a tělem, spojíš se dnes se svým Spasitelem, jenž svůj drahý život za tě dal a tě k sobě Soluňany zval. 7. Vítej, Kriste, vítej, Chlebe živý, Beránku, tys hříchy světa sňal; pohleď, jak jsme tebe žádostiví, všechny jsi nás k sobě povolal. A my hříchem ztratili jsme nebe, kéž je zase najdem skrze tebe přímluvami apoštolů tvých, věrozvěstů našich slovanských. 8. Nechť tvůj oltář nikdy neuhasne v našich zbožných vlastech slovanských, nechť se denně k báni nebes jasné vznáší oběť z chrámů křesťanských, která tisíc let již stále plane, oslavuje tebe, věčný Pane, posvěcuje srdce národa, včeleď Cyrila a Metoda. Závěr 9. Vyslyš, Pane, vyslyš prosbu vřelou, kterou k tvému trůnu skládáme: Požehnej vlast, žehnej církev celou, zůstaň s námi, zbožně žádáme. Provázej nás na vezdejší pouti, nedej svému lidu zahynouti, pro zásluhy ze své oběti vylej milost na své na děti. | 1. Usedla si holubice čistá, na temeno hory zelené, paní krásná Matka Pána Krista, na Klokotské výši milené. Jako hvězda z temna lesů svítí, hlavu její zdobí rajské kvítí, Táboran k ní s touhou pozírá, prosebně k ní ruce prostírá. 2. Tam kde pohan modlu mrtvou ctíval, Cyril Metod povýšili kříž, živého by Boha národ vzýval, k nebesům se vznášel výš a výš, se synem pak mocná Matka Páně, na Klokotské zavítala stráně, by nad jihočeskou otčinou, držela vždy strážnou ruku svou. 3. Tma kde vládla světlo pravdy hoří, vlasti milé vzešel spásy den, Matka Boží stále divy tvoří, kterými Bůh bývá oslaven, na Klokotech zlaté její sídlo, milosti tam vytryskuje vřídlo proto jako jelen k studnici, národ chvátá k Bohorodici. 4. Z lesů klokotských ať věčně duje, milosti Tvé vánek líbezný, pramen živý ať vlast zavlažuje, prapor bleskotá se vítězný, prapor Cyrila a Metoděje, před kterým se samo peklo chvěje, prapor kříže jež nás obrání, nechť se mu svět celý uklání. |